# Bathynomus doederleinii
Bathynomus doederleinii is een pissebed uit de familie Cirolanidae. De wetenschappelijke naam van de soort is voor het eerst geldig gepubliceerd in 1894 door Ortmann.